# Гаплогруппа O2b (Y-ДНК)

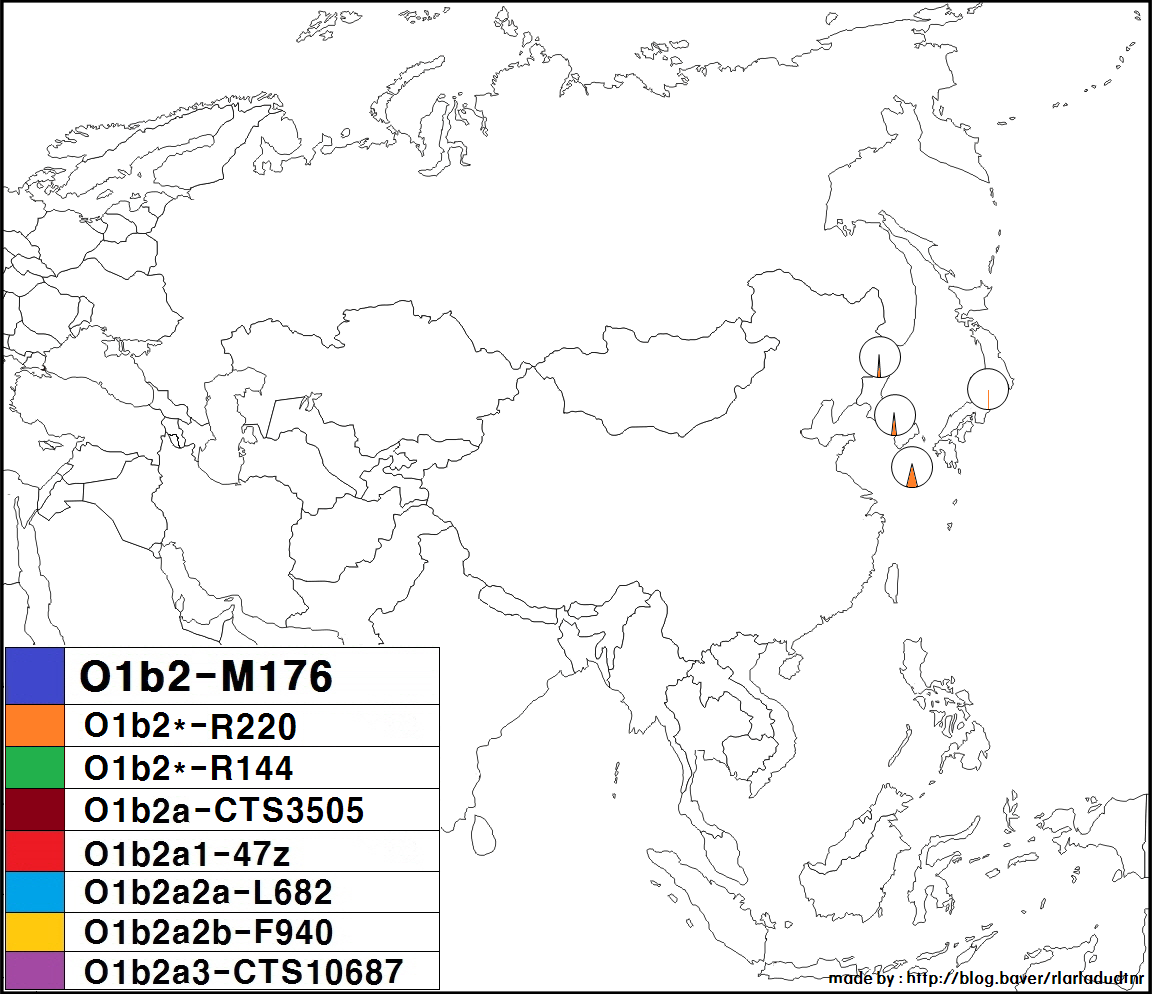
O1b2*-R220

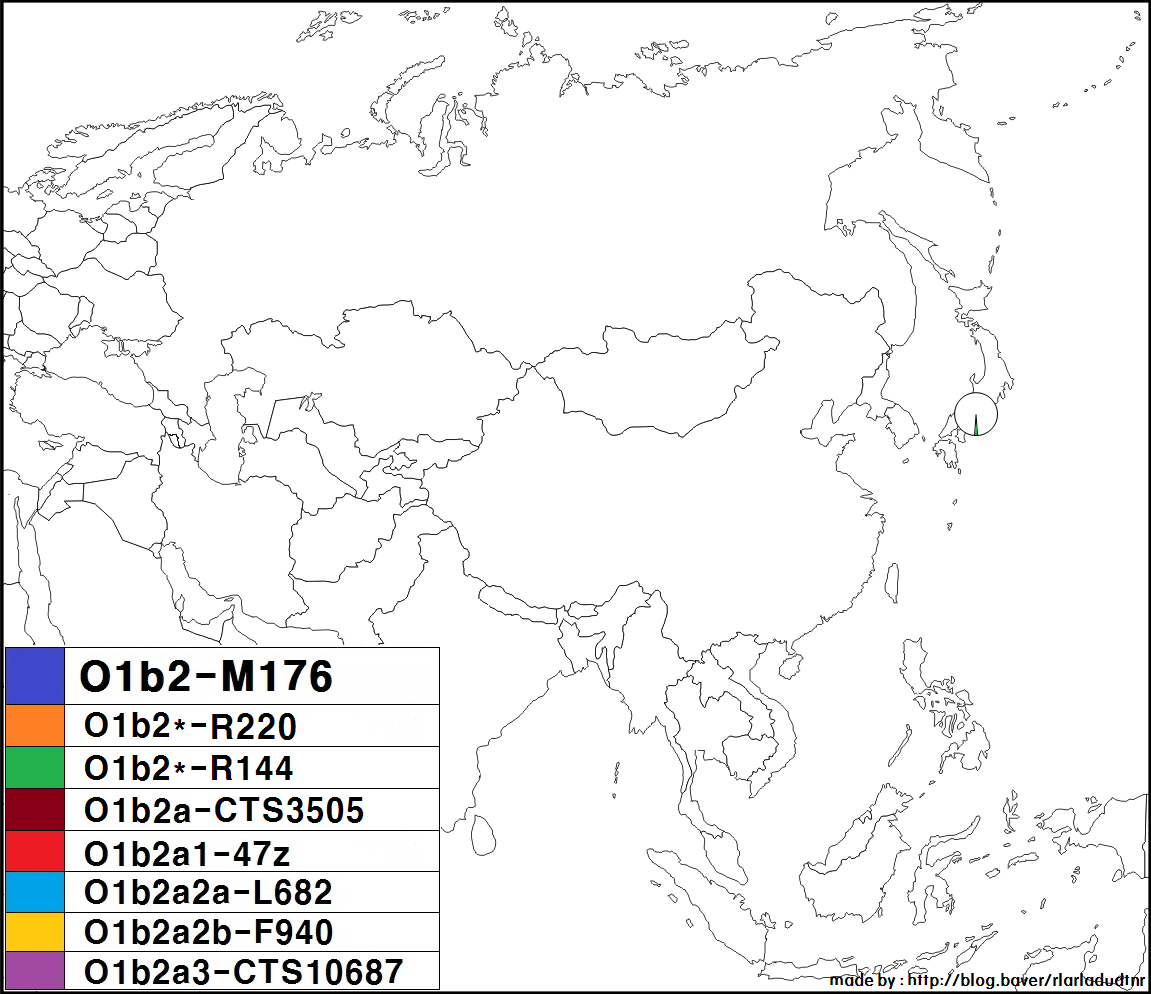
O1b2*-R144

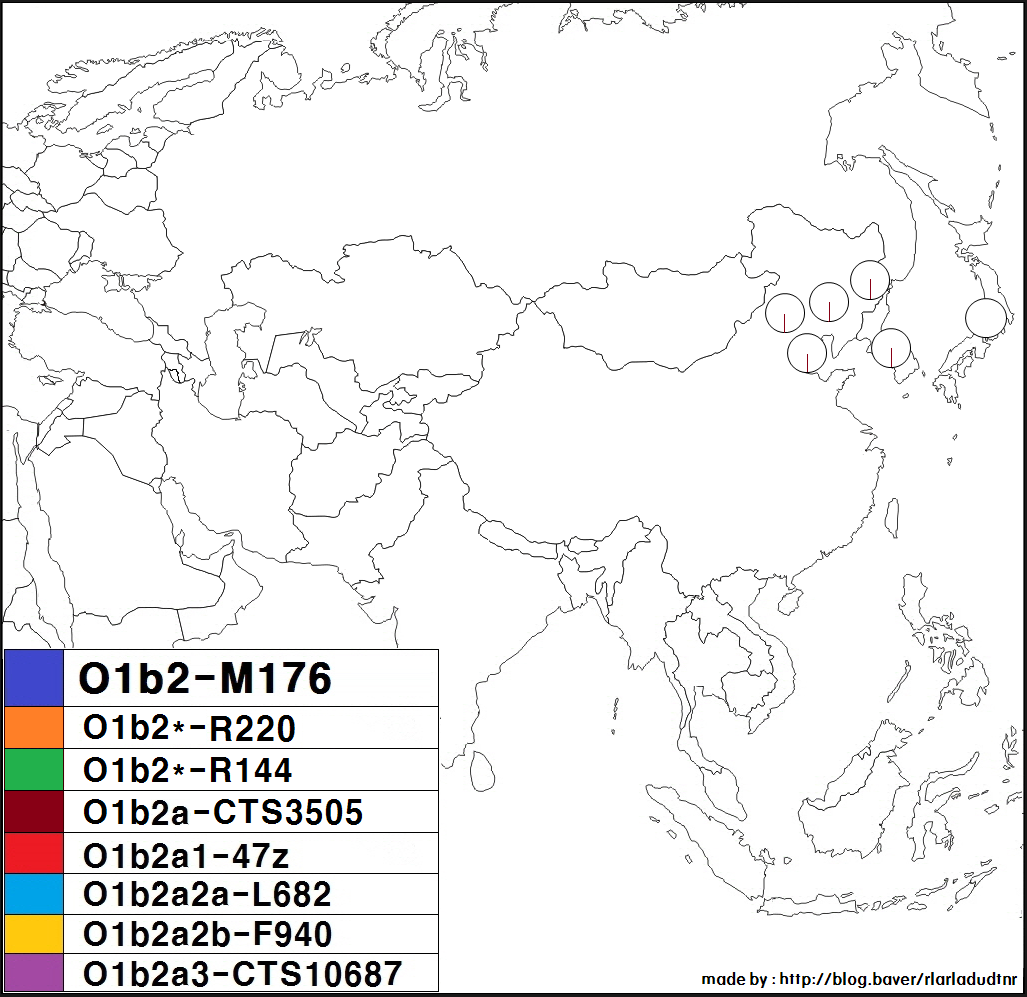
O1b2a-CTS3505

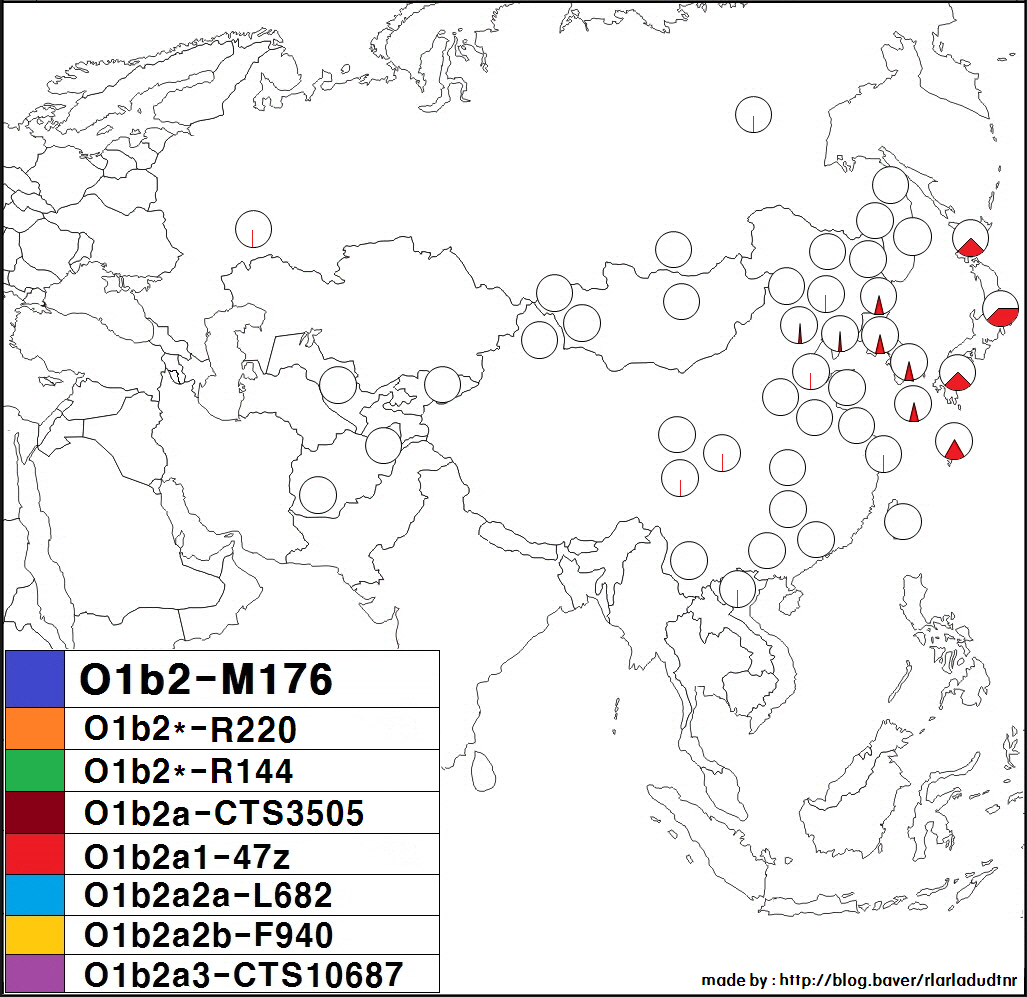
O1b2a1-47z

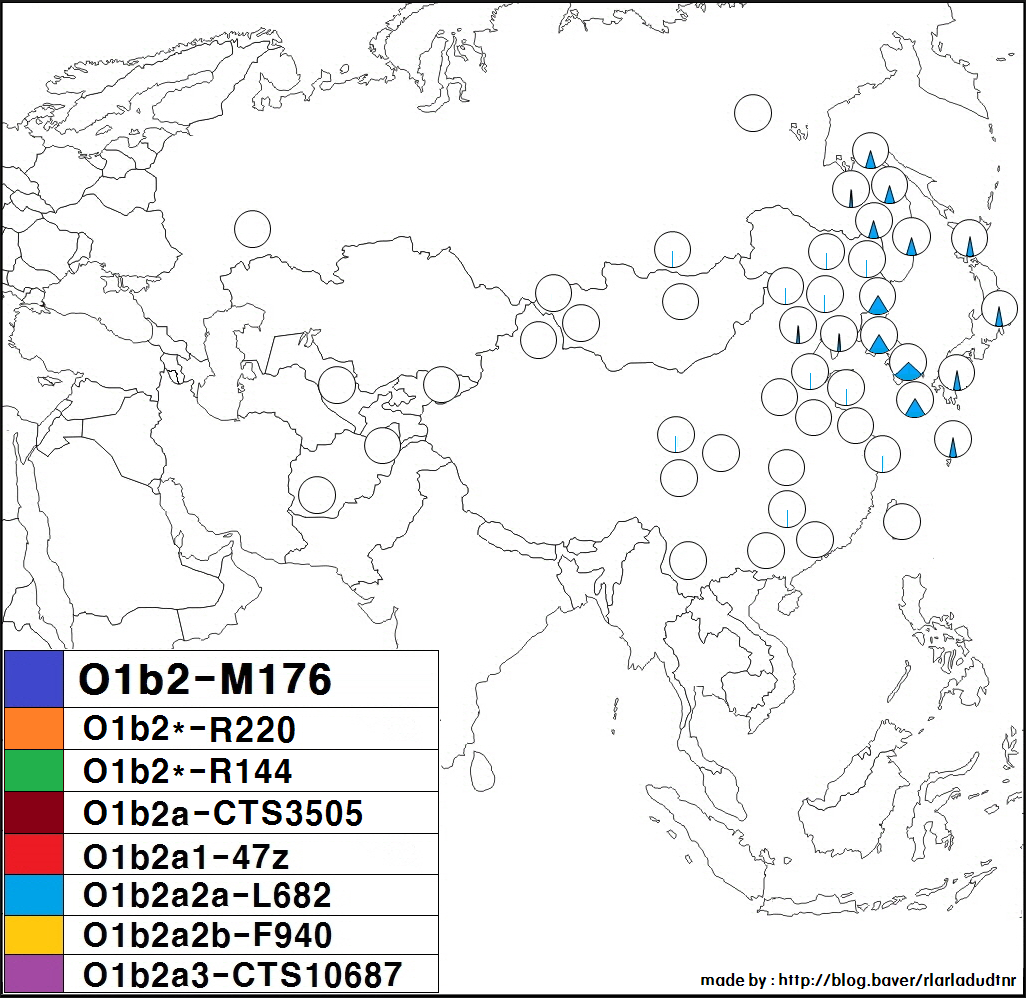
O1b2a2a-L682

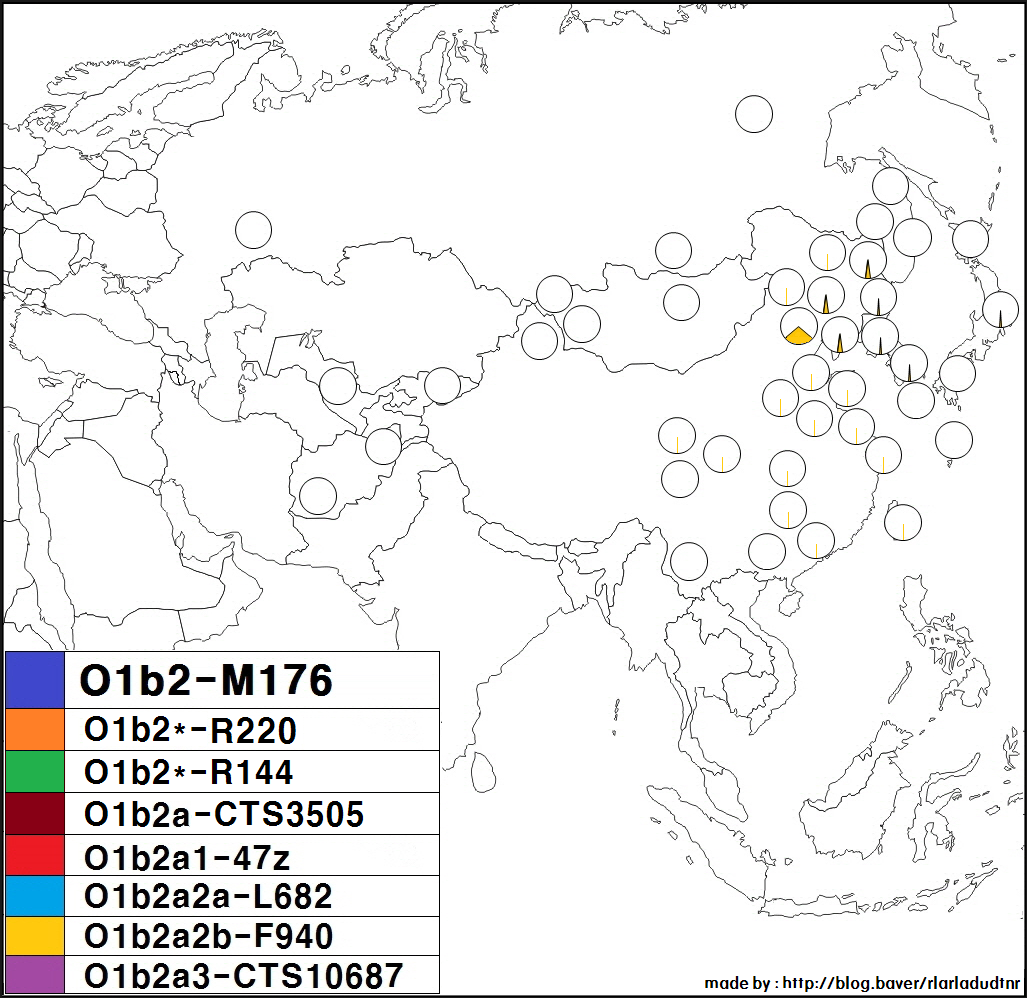
O1b2a2b-F940

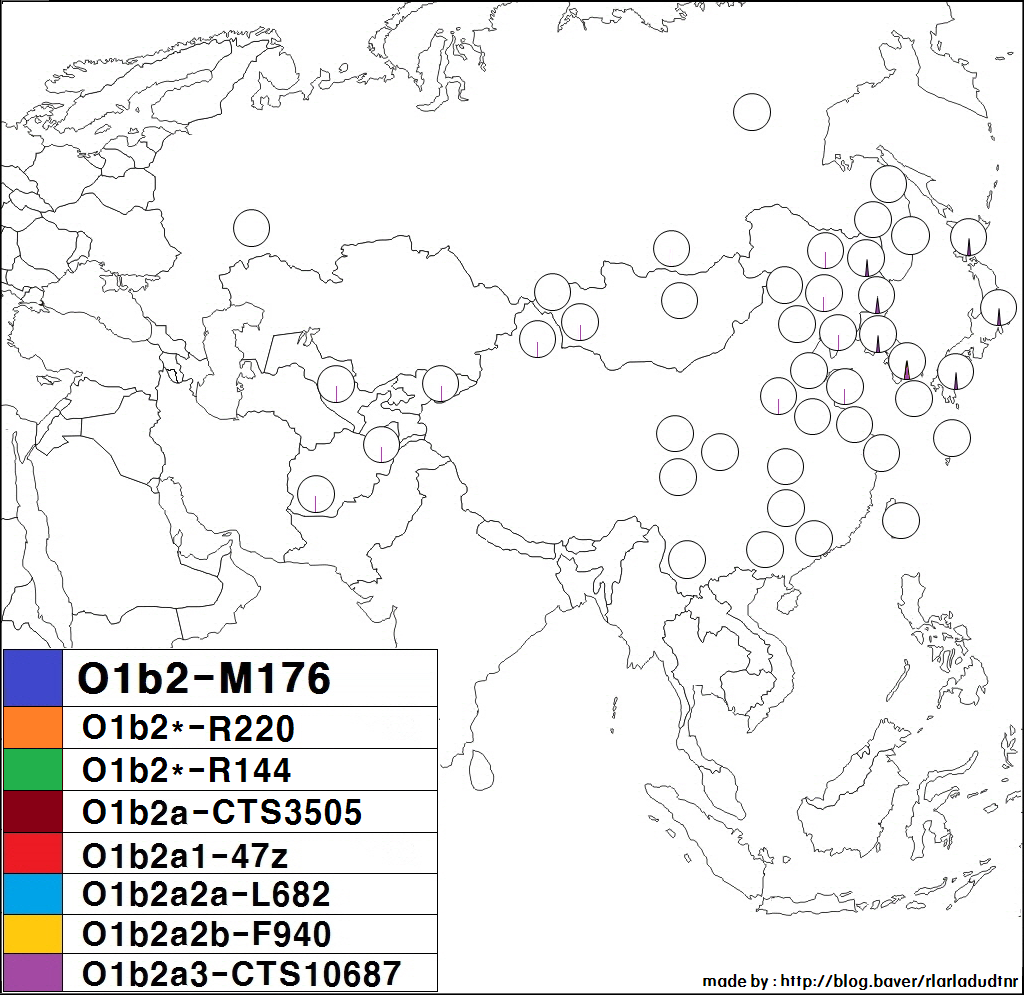
O1b2a3-CTS10687

Гаплогруппа O2b — Y-хромосомная гаплогруппа. Предок — гаплогруппа O2. Наиболее распространена на севере Восточной Азии.

## Распространение
Вероятно, гаплогруппа O2b появилась в области Маньчжурии, после чего в течение длительного времени изолированно развивалась на территории Корейского полуострова. Среди коренных представителей населения Внутренней Монголии и северной Маньчжурии встречается только O2b* (лишённая мутации 47z), к тому же весьма редко. У корейцев O2b встречается значительно чаще — по результатам разных выборок, от 14 % до 33 %.
В целом, гаплогруппа O2b встречается, начиная от монгольских народов на западе, таких как захчины. У японцев O2b встречается, в среднем, в 32 % случаев (от 26 % до 36 %), у корейцев — 30 % (19 %—40 %), у рюкюсцев — 22 %—23 %, у маньчжуров — 19 % (4 %—34 %). Также она была обнаружена у бурятов, якутов, тувинцев, удэгейцев, и в Микронезии. В Китае практически отсутствует, была обнаружена лишь у нескольких китайцев из Пекина и Цзянсу, а также у дауров, нанайцев, корейцев, маньчжуров и сибо.

Подгруппа O2b1, характеризующаяся мутацией 47z, широко распространена среди яматосцев и рюкюсцев, и в целом обнаружена у 22 % японоязычных мужчин, при этом отсутствовала у 20 исследованных айнов. По оценкам, гаплогруппа O2b1 среди протояпонцев стала распространяться около 2000 лет до н. э. и может служить маркером миграции населения с Корейского полуострова на Японские острова. O2b встречается у японцев от 4 % до 8 %, а O2b1 у современных корейцев распространена незначительно. Поэтому возможно, что носители гаплогруппы O2b* колонизировали Японские острова ранее. У японцев гаплогруппа O2b1 обнаружена в 24 % (19 %—25 %), у рюкюсцев — 17 % (11 %—20 %), корейцев — 8 % (4 %—12 %), маньчжуров — 7 % (0 %—19 %).